# Iztaccíhuatl
L'Iztaccíhuatl o Ixtaccíhuatl (grafia spagnola) oppure Iztaccihuātl o Ixtaccihuātl (grafia nahuatl classica) (pronunciati rispettivamente [istakˈsiwat͡ɬ] e [iʃtakˈsiwat͡ɬ]; dal nahuatl iztac ‘bianco come il sale’, e cihuātl ‘donna’, quindi ‘donna bianca’; comunemente chiamato Iztla), è la terza montagna più alta del Messico, dopo il Pico de Orizaba (5 610 m s.l.m.) ed il Popocatépetl (5 452 m s.l.m.) e anche la quinta più alta del Nord America.
La montagna, un vulcano dormiente, ha nove cime principali delle quali la più alta raggiunge i 5 286 m s.l.m.. Le cime vengono raffigurate come la testa, il petto, le ginocchia ed i piedi di una donna addormentata. L'Iztaccíhuatl si trova a soli 70 km a sud-est di Città del Messico da cui, a seconda delle condizioni meteorologiche, è spesso visibile.
La prima scalata di cui si ha notizia è avvenuta nel 1899, ma reperti archeologici suggerirebbero che gli Aztechi, ed altre culture precedenti, avessero già effettuato la scalata.
L'ultima eruzione risale al 1868.

## La leggenda di Popocatépetl e Iztaccíhuatl
Nella mitologia azteca, Popocatépetl era un guerriero che amava Iztaccíhuatl. Il padre di Iztaccíhuatl lo mandò in guerra, ad Oaxaca, promettendogli sua figlia in sposa al suo ritorno (cosa che il padre di Iztaccíhuatl pensava non sarebbe avvenuta). A Iztaccíhuatl venne detto che il suo amore era stato ucciso e lei morì dal dolore. Quando Popocatépetl ritornò e seppe di averla perduta, morì di dolore anche lui. Gli dei li coprirono di neve e li trasformarono in montagne. La montagna Iztaccihuatl venne chiamata "La donna addormentata" perché ha le sembianze di una donna sdraiata sulla schiena. Lui divenne il vulcano Popocatépetl, che faceva piovere fuoco sulla Terra con furia per la rabbia di aver perduto la propria amata.